# Urbana (Maryland)
Urbana es un lugar designado por el censo ubicado en el condado de Frederick en el estado estadounidense de Maryland. En el Censo de 2010 tenía una población de 9.175 habitantes y una densidad poblacional de 534,96 personas por km².

## Geografía
Urbana se encuentra ubicado en las coordenadas 39°19′2″N 77°20′40″O / 39.31722, -77.34444. Según la Oficina del Censo de los Estados Unidos, Urbana tiene una superficie total de 17.15 km², de la cual 16.99 km² corresponden a tierra firme y (0.95%) 0.16 km² es agua.

## Demografía
Según el censo de 2010, había 9.175 personas residiendo en Urbana. La densidad de población era de 534,96 hab./km². De los 9.175 habitantes, Urbana estaba compuesto por el 66.7% blancos, el 8.96% eran afroamericanos, el 0.25% eran amerindios, el 17.46% eran asiáticos, el 0.02% eran isleños del Pacífico, el 2.47% eran de otras razas y el 4.13% pertenecían a dos o más razas. Del total de la población el 10.07% eran hispanos o latinos de cualquier raza.